# Mal dies, mal das
Mal dies, mal das (englischer Originaltitel Bathwater’s Hot) ist ein Bilderbuch der britischen Kinderbuchautorin und Illustratorin Shirley Hughes aus dem Jahr 1985. Es gehört zur Buchreihe The Nursery Collection. Die deutsche Erstausgabe wurde 1986 beim Verlag Sauerländer veröffentlicht.

## Inhalt
Anhand diverser Gegenstände und Tätigkeiten, die im Leben der kleinen Katie und ihres jüngeren Bruders von Bedeutung sind, werden Gegensätze in gereimten Vierzeilern beschrieben: Das Badewasser ist heiß, das Wasser im Meer ist kalt, Steine sind hart, der Teddybär ist weich, bei Rot bleibt man stehen, bei Grün darf man gehen, geflüstert wird leise, geschrien wird laut, der Tag ist hell, dunkel die Nacht, die Sonne sagt „Guten Morgen“ und der Mond „Gute Nacht“.

## Rezeption
Ann Kay schreibt in ihrer Rezension über Mal dies, mal das: „Die vielfach ausgezeichnete Autorin und Illustratorin Hughes hat eine große und treue Fangemeinde, weil sie glaubhafte Figuren in Alltagssituationen erschafft. Der einfache, gereimte Text eignet sich perfekt dazu, wieder und wieder vorgelesen zu werden, und der Singsang der Verse bringt dem Zuhörer den Rhythmus der Worte näher. Ihre liebevolle, genaue Betrachtung der kleinen Leute ist der Grund, warum Hughes' Bücher so viele ansprechen.“ Susan Hepler schreibt im School Library Journal: „Die gemütlichen Illustrationen mit Aquarell- und Federstrichen sind herrlich realistische Darstellungen von pummeligen, verärgerten, alles andere als Yuppie-Eltern, chaotischen Haushalten und heißgeliebtem Spielzeug. Erwachsene werden sich hier wie zu Hause fühlen - und Kinder auch.“ Tim Wynne-Jones schreibt in The Globe and Mail: „Die Arbeit von Shirley Hughes kommt einer Revolution in der Kinderbuchillustration gleich. Das hat mit dem Setting zu tun: Vielleicht hat noch niemand die häusliche Welt der Kinder in all ihrem gemütlichen Durcheinander so anschaulich dargestellt wie sie. Es gibt nichts Idealisiertes an den Haushalten, in denen sich ihre kleinen Figuren tummeln (und die ihre größeren Figuren aufräumen). Es ist vielmehr eine einladende Art von bürgerlichem Elend - die Möbel müssen vielleicht abgestaubt werden und in der Küche ist nicht genug Platz auf der Arbeitsfläche, aber der Tee in der Teekanne ist mit großer Wahrscheinlichkeit noch heiß.“

## Referenzen
Mal dies, mal das ist in dem literarischen Nachschlagewerk 1001 Kinder- und Jugendbücher – Lies uns, bevor Du erwachsen bist! für die Altersstufe 0–3 Jahre enthalten.

## Ausgaben
- Bathwater’s Hot. Walker Books, UK 1985 (englisch, librarything.com).
- Mal dies, mal das. Sauerländer, 1986. (deutsche Erstausgabe)